# Gustavo Orozco (político argentino)
Gustavo Orlando Orozco (Rosario de la Frontera, 1980) es un policía retirado y político argentino que actualmente se desempeña como diputado provincial por el departamento de Rosario de la Frontera.

## Biografía
Nacido en la ciudad termal, Orozco en 2005, egresó como Oficial de la Policía de Salta y Técnico en Ciencias Policiales con orientación jurídica. Se perfeccionó como buzo táctico, infante, instructor de tiros y detective egresado de la Escuela de Investigación del Crimen de la Policía de Córdoba y se especializó también como detector de tatuajes carcelarios, falsificación de monedas, bandas y pandillas.
Asimismo, realizó cursos de fuerzas especiales y lucha contra el narcotráfico y las adicciones y fue jefe del Destacamento Antillas, custodio del exgobernador Juan Manuel Urtubey, jefe de Brigada de Investigaciones y jefe de Inteligencia.
Socialmente, Orozco ocupó el cargo de presidente del Club Atlético Progreso de Rosario de la Frontera y fue fundador de la Fundación Gustavo Orozco.

### Trayectoria política
El comienzo de la carrera política de Gustavo Orozco fue de la mano del polémico político conservador y empresario sojero Alfredo Olmedo. En el año 2017 Orozco fue candidato a diputado provincial por el partido Salta Somos Todos referenciado en Olmedo. En las PASO Orozco salió tercero por detrás del Frente Salteño y del Partido Justicialista encabezados por Kuldeep Singh y Rómula Gómez respectivamente. En las generales logró aumentar su caudal de votos y superó a la exintendente de Rosario siendo el segundo candidato más votado y logrando una banca para la Cámara de Diputados de la Provincia de Salta. Entre el 2017 y el 2019 fue parte del bloque Con Seguridad Salta Somos Todos referenciado en Olmedo.
En 2019 Orozco se presentó como candidato a intendente de Rosario de la Frontera por el frente Olmedo Gobernador. En las PASO obtuvo 4.219 votos pero fue superado por el intendente en ejercicio, Gustavo Solís, que había logrado 6.552 voluntades. En las generales de dicho año su caudal de votos aumentó a 6.108 pero no logró superar a Solís que logró la reelección con 8.362 votos.
En 2021 Gustavo no se presenta por el partido referenciado en Olmedo sino que acuerda con el gobierno de Gustavo Sáenz y fue el candidato a diputado provincial por el frente Unidos por Salta. Orozco ganó en la categoría con un total de 4.750 votos superando a Pablo Gómez el candidato del kirchnerismo referenciado en el intendente Solís que logró una banca con sus 4.077 votos.
Para el 2023 Orozco manifestó querer ser candidato a diputado nacional y/o gobernador y entre sus propuestas de campaña está la de pedir un estudio sobre consumo de estupefacientes para quienes ejercen cargos públicos debido a la necesidad de tener funcionarios y políticos que no decidan el futuro de la gente bajo consumos de drogas.
Luego de pelearse con Abel Cornejo en la cámara de diputados y de la renuncia y posterior regreso al cargo del ministro Dicha "persecución" avanzó hasta un pedido de desafuero a la cámara y los mismos diputados reconocieron que el pedido estaba vacío de contenidos y solicitaron más información. Orozco entonces decidió pedir licencia indeterminada para no contar con fueros y ser juzgado rápidamente, manteniendo su inocencia.
La licencia de Orozco finalmente se aprobó el 5 de julio de 2022.  Orozco retoma su puesto el 6 de septiembre de 2022

Finalmente en el año 2023 Orozco termina presentándose como candidato a intendente del frente Avancemos, opositor al gobernador Gustavo Sáenz, que llevaba al líder camporista Emiliano Estrada como gobernador y al olmedista Carlos Zapata como vice. Orozco logró un total de 2519 votos, enfrentando en las urnas al intendente Gustavo Solís, que salió electo y contra el nuevo intendente electo en esa elección, Kuldeep Singh.  

### Denuncias
En el año 2008, estuvo varios meses detenido por un caso ocurrido en el paraje Copo Quile en donde un hombre resultó gravemente lesionado en su cabeza. Orozco, por ese tiempo, era jefe de la Brigada de Investigaciones en el distrito sur provincial.
Primero estuvo detenido pocas horas junto a otros policías acusados del mismo delito, por unas detenciones irregulares que terminan en denuncia; luego por la denuncia efectuada por un violador de apellido López, actualmente condenado.  . Orozco se defendió diciendo que las acusaciones responden a cuestiones políticas.
El juez Carmelo Paz le impuso una orden de restricción en una causa iniciada por la expareja, quien lo acusa de haber ejercido violencia en su perjuicio.
Fue imputado por el fiscal penal de Rosario de la Frontera, Nicolás Rodríguez López, por el delito de apología del crimen, en perjuicio de la tranquilidad pública. Según consta en las actuaciones, el legislador habría expresado que quienes maten a un policía y los violadores “deben ser condenados de manera ejemplar en las plazas y ejecutarse como corresponde”.
El 2 de marzo de 2023 fue denunciado por violencia de género por agredir a una funcionaria en un confuso episodio que involucró también su defensa de un periodista que violaba una medida de restricción perimetral impuesta por la justicia.